# 25. Panzergrenadier-Division
Pour les articles homonymes, voir 25e division.
La 25. Panzergrenadier-Division ou « 25e Panzergrenadier-Division » (littéralement en français : la « 25e division blindée de grenadiers ») était initialement une division d’infanterie, puis d’infanterie motorisée et enfin d’infanterie mécanisée de l'Armée de terre allemande (Heer), au sein de la Wehrmacht, pendant la Seconde Guerre mondiale.

## Historique

### Création et campagne de France: la25eInfanterie-Division
La 25e division d'infanterie est créée à Ludwigsburg (Wehrkreis V) le 1er avril 1936. Sa création était initialement prévue pour le mois d’octobre, mais la remilitarisation de la Rhénanie accélère le processus. Elle est mobilisée le 26 août 1939 et se déplace immédiatement en Sarre-Palatinat pour sécuriser la frontière française. À partir de décembre, la division est stationnée à Neustadt et sert de réserve. Au début de l’offensive à l'Ouest, elle est toujours en réserve et se contente de suivre le mouvement principal allemand à travers l'Eifel et les Ardennes. Le 14 mai elle est poussée au front et avance jusqu'à l'Aisne entre Compiègne et Reims. Avec le début de la bataille de France, la 25e division d’infanterie force le passage de l'Aisne, participe à la prise de Laon et du Chemin des Dames. Elle marche ensuite jusqu'à la Seine qu'elle franchit à Romilly. L’armée française est alors en déroute et la progression est rapide. Dans les semaines qui suivent l’armistice, l’unité reste à Bourges durant quelques semaines comme force d'occupation, puis regagne sa garnison en Allemagne.

### L’opération Barbarossa: la25eInfanterie-Division (Motorisiert)
Le 15 novembre 1940 la division est motorisée puis renommée 25. Infanterie-Division-Motorisiert. La réorganisation est achevée le 15 mars 1941. À partir du 22 juin elle participe à la campagne de Russie et avance dans la région de Lublin. Notre unité franchit la ligne Staline au niveau de Zwiahel puis marche sur Jitomir et la capitale ukrainienne. Après la fermeture de la poche d'Uman la division participe à la bataille de Kiev puis, de septembre à novembre, avance sur Soumy, Orel, puis Tula. En décembre 1941, la 25e division d’infanterie motorisée subit de plein fouet l’offensive hivernale soviétique sur le groupe d’armée centre alors qu’elle sur trouve le long de l’Oka. Après s'être repliée un temps, elle prend part à tout une série de batailles défensives et de position jusqu'en juillet 1942. En août elle participe à la bataille de Bolchow, puis est utilisée jusqu'à la fin de l'année pour la guerre de tranchées dans la région au nord de Bolchow.

### La réorganisation de la division: la25ePanzer-Grenadier-Division
Le 23 juin 1943, l’unité est renommée 25. Panzer-Grenadier-Division (25e Division blindée de grenadiers) et est fortement réorganisée. Elle intègre notamment de nombreuses troupes ayant combattu en Afrique du Nord dans l’Afrika-Korps. Une fois remise en ordre, la division combat dans la région d’Orel et de Bolchow jusqu'à juillet 1943. De ce point s’ensuit une retraite progressive jusqu'au 31 juillet, puis une stabilisation du front plus à l’ouest. L’unité est alors déplacée à environ 250 km vers le nord-ouest pour arriver dans la région de Jarzewo, au nord-est de Smolensk. À partir du 18 août 1943 elle se bat dans la partie nord-est de Dukhovchina. À partir du 29 octobre 1943 les combats se déplacent dans la section nord-est de Dubrovno, au niveau de la rive nord du Dniepr où la défense est difficile. Après ces batailles, la division est rafraîchie et profite de quelques jours de calme relatif. De nouvelles armes lui sont affectées et elle peut reprendre part aux combats à l'est de Minsk à partir de la fin du mois d’avril 1944. L’unité y est véritablement massacrée et à là mi-août seuls quelques restes ont pu regagner l’arrière. La division est reconstruite dans le courant de l’automne : à partir du 1er août, la Pz.Brigade 107 forme sur la zone d'entraînement militaire de Mielau un point de ralliement pour les restes de l’unité. Ce point est au bout de quelques semaines transféré dans la zone d'entraînement de Grafenwoehr en Bavière. À partir du 20 septembre 1944, l’unité est à nouveau en mesure d’opérer et est transférée dans la zone d'entraînement militaire de Baumholder en Rhénanie-Palatinat.

### Le basculement sur le front de l’Ouest
Une fois en mesure de faire mouvement, la division quitte le camp de Baumholder et est déployée courant novembre contre la tête de pont de la 3e armée américaine entre Thionville et l'ouest de Merzig. Des batailles défensives s’ensuivent autour de Waldwiesen, puis dans la région de Sarre-Union. Les combats se poursuivent jusqu'à la mi-décembre, date à laquelle notre unité se trouve à l’ouest de Bitche. Elle profite d’une accalmie pour se renforcer et récupérer des combats particulièrement violents en Lorraine. Elle perçoit notamment de nouveaux obusiers et canons anti-aériens en vue de repasser la frontière française.
Le 31 décembre débute l’opération Nordwind. La 25e Panzer-Grenadier-Division est rattachée au 39e panzer corps. Sa mission consiste à bousculer le 6e corps américain en suivant un itinéraire passant par l’est de Wissembourg jusqu’à la Moder, près de Haguenau, en prenant au passage les communes de Hatten et de Rittershoffen. L’unité commence son avance le 4 janvier 1945 et arrive dans le village de Stundwiller trois jours plus tard où elle livre ses premiers échanges de tirs. Les jours qui suivent sont le théâtre de farouches combats pour le contrôle des communes d’Hatten-Ritershoffen. En effet de nombreux soldats américains sont bloqués dans ces villages en raison de l’avance de la 21. Panzer Division plus au nord. Dès le 9 janvier les Allemands s’acharnent à exterminer la résistance U.S. malgré des tombées de neige toujours plus importantes. Les Américains se replient le 21 janvier avec de terribles pertes (environ 1500 des deux côtés). Quand la 25. Panzer-Grenadier-Division quitte Hatten, plus de 300 maisons sur les 350 que compte le village d’alors ne sont plus habitables. La plus grande bataille de chars du front de l’ouest venait de s’achever. La division entame dès la fin de la bataille un mouvement de contournement de Haguenau par l’ouest, à travers la forêt de Haguenau. Elle arrive sur la Moder par le sud de Mertzwiller, dans le secteur de Neubourg. L’objectif est de traverser la rivière et de faire jonction avec les troupes venant de l’est, notamment celles de la 10. SS-Panzer-Division qui essaye d’avancer via Bischwiller pour encercler la garnison de Haguenau par son sud. Une tête de pont est établie au prix de lourdes pertes le 24 janvier au soir dans la forêt de Ohlungen. Une partie de la division attaque alors le flanc droit américain à Neubourg pour aider la 47VGD en difficulté, quand le reste avance au sud à travers le bois pour prendre Uhlwiller et Ohlugen. De violents combats de rencontres éclatent à la lisière sud du bois toute la journée du 25, aucun des deux camps ne sachant véritablement où se trouve l’ennemi. Voyant que l’élan allemand s’essouffle et que l’encerclement de Haguenau semble compromis, Hitler ordonne un repli général le soir même. L’ordre met néanmoins du temps à parvenir à toutes les troupes et elles ne se retirent réellement qu’au courant du 26 janvier. Cette décision du commandement est dévastatrice pour le moral des hommes qui voient le résultat de leurs combats totalement vain. La division ressort de l’opération Nordwind épuisée et se rassemble à Germersheim pour se réorganiser.

### Le retour sur le front russe et les derniers combats
Une fois rassemblée, l’unité est transférée dans l'Oder sur le front de l’est par voie ferrée. À partir du 31 janvier 1945, elle est placée sur la route de Berlin, à Küstrin. La division y est engagée dans de lourdes batailles défensives autour de la ville dans le cadre de l’offensive soviétique de la Vistule-Oder. Elle inflige de terribles pertes aux Soviétiques mais finit par se replier. La ville est alors encerclée et notre unité effectue plusieurs contre-attaques pour soulager les assiégés entre le 22 et le 27 mars. Devant l’ampleur des pertes la division se replie sur Wriezen le 15 avril 1945, puis devant Berlin où elle participe à la défense de la ville à partir du 17 du même mois. Les combats s’articulent au sud-ouest de Kruge entre le 19 et le 21 avril. Elle est refoulée sur Oranienburg jusqu'au 27 avril puis fait retraite à travers le Mecklembourg. Les restes de la division ont finalement été faits prisonniers par les Américains à Radelübbe près de Lubeck.

## Commandants successifs
| Période                           | Grade                  | Nom                         |
| --------------------------------- | ---------------------- | --------------------------- |
| 1er avril - 6 octobre 1936        | Generalmajor           | Hubert Schaller-Kalide (de) |
| 6 octobre 1936 - 15 octobre 1939  | Generalleutnant        | Christian Hansen            |
| 15 octobre 1939 - 15 janvier 1942 | Generalleutnant        | Erich-Heinrich Clößner      |
| 15 janvier - 4 février 1942       | Generalmajor           | Sigfrid Henrici             |
| 23 juillet 1943 - 5 novembre 1943 | General der Infanterie | Anton Grasser               |
| 5 novembre 1943 - 4 mars 1944     | Generalleutnant        | Dr Fritz Benicke            |
| 4 mars - juillet 1944             | Generalleutnant        | Paul Schürmann              |
| Octobre 1944 - 10 février 1945    | Generalleutnant        | Paul Schürmann              |
| 10 février - 8 mai 1945           | Generalleutnant        | Arnold Burmeister           |

## Composition
| 25. Division d'infanterie (1er avril 1936) - Infanterie-Regiment 35 (Stab, I.-III.) - Infanterie-Regiment 87 (Stab, I.-III.) - Infanterie-Regiment 109 (Stab, I.-II.) - Panzer-Abwehr-Abteilung 42 | 25. Division d'infanterie (6 octobre 1936) - Infanterie-Regiment 13 (Stab, I.-III., Erg.) - Infanterie-Regiment 35 (Stab, I.-III., Erg.) - Infanterie-Regiment 119 (Stab, I.-III., Erg.) - Artillerie-Regiment 25 (Stab, I.-III.) - Artillerie-Régiment 61 (I.) - Panzer-Abwehr-Abteilung 25 - Pionier-Bataillon 25 - Infanterie-Divisions-Nachrichten-Abteilung 25 | 25. Division d'infanterie (12 octobre 1937) - Infanterie-Regiment 13 (Stab, I.-III., Erg.) - Infanterie-Regiment 35 (Stab, I.-III., Erg.) - Infanterie-Regiment 119 (Stab, I.-III., Erg.) - Maschinengewehr-Bataillon 35 - Artillerie-Regiment 25 (Stab, I.-III.) - Artillerie-Régiment 61 (I.) - Panzer-Abwehr-Abteilung 25 - Pionier-Bataillon 25 - Infanterie-Divisions-Nachrichten-Abteilung 25 |

| 25. Division d'infanterie (10 novembre 1938) - Infanterie-Regiment 13 (Stab, I.-III., Erg.) - Infanterie-Regiment 35 (Stab, I.-III., Erg.) - Infanterie-Regiment 119 (Stab, I.-III., Erg.) - Maschinengewehr-Bataillon 55 - Artillerie-Regiment 25 (Stab, I., III.) - Artillerie-Régiment 61 (I., II.) - Panzer-Abwehr-Abteilung 25 - Pionier-Bataillon 25 - Infanterie-Divisions-Nachrichten-Abteilung 25 | 25. Division d'infanterie (septembre 1939) - Infanterie-Régiment 13 - Infanterie-Regiment 35 - Infanterie-Régiment 119 - Artillerie-Régiment 25 - I./Artillerie-Régiment 61 - Beobachtungs-Abteilung 25 - Aufklärungs-Abteilung 25 - Panzer-Abwehr-Abteilung 25 - Pionier-Bataillon 25 - Infanterie-Divisions-Nachrichten-Abteilung 25 - Feldersatz-Bataillon 25 - Infanterie-Divisions-Nachschubführer 25 - Divisionseinheiten 25 | 25. Infanterie-Division (motorisiert) (juin 1941) - Infanterie-Regiment (motorisiert) 35 - Infanterie-Regiment (motorisiert) 119 - Kradschützen-Bataillon 25 - Aufklärungs-Abteilung (motorisation) 25 - Artillerie-Régiment (motorisiert) 25 - Panzerjäger-Abteilung 25 - Pionier-Bataillon (motorisé) 25 - Infanterie-Divisions-Nachrichten-Abteilung (motorisiert) 25 - Feldersatz-Bataillon 25 - Infanterie-Divisions-Nachschubführer (motorisiert) 25 - Divisionseinheiten 25 |

| 25. Infanterie-Division (motorisiert) (septembre 1942) - Infanterie-Régiment (mot.) 35 - Infanterie-Régiment (mot.) 119 - Kradschützen-Bataillon 25 - Artillerie-Régiment (mot.) 25 - Panzerjäger-Abteilung 25 - Pionier-Bataillon 25 - Infanterie-Divisions-Nachrichten-Abteilung (mot.) 25 - Kommandeur der Infanterie-Divisions-Nachschubtruppen (mot.) 25 - Divisionseinheiten 25 | 25. Infanterie-Division (motorisiert) (mars 1943) - Grenadier-Regiment (mot.) 35 - Grenadier-Regiment (mot.) 119 - Kradschützen-Bataillon 25 - Artillerie-Régiment (mot.) 25 - Panzerjäger-Abteilung 25 - Pionier-Bataillon 25 - Infanterie-Divisions-Nachrichten-Abteilung (motorisiert) 25 - Kommandeur der Infanterie-Divisions-Nachschubtruppen (motorisiert) 25 - Divisionseinheiten 25 | 25. Panzer-Grenadier-Division (juin 1943) - Grenadier-Regiment (mot) 35 - Grenadier-Regiment (mot) 119 - Panzer-Abteilung 5 - Panzer-Aufklärungs-Abteilung 125 - Artillerie-Regiment (mot) 25 - Heeres-Flakartillerie-Abteilung 292 - Feldersatz-Bataillon 25 - Pionier-Bataillon 25 - Panzerabwehr-Abteilung 25 - Panzergrenadier-Divisions-Nachrichten-Abteilung 25 - Panzergrenadier-Divisions-Nachschubführer 25 |

25. Panzer-Grenadier-Division (décembre 1944)
- Panzergrenadier-Regiment 35
- Panzergrenadier-Regiment 119
- Panzer-Abteilung 5
- Aufklärungs-Abteilung 125
- Artillerie-Regiment 25
- Heeres-Flakartillerie-Abteilung 292
- Feldersatz-Bataillon 25
- Pionier-Bataillon 25
- Panzerabwehr-Abteilung 25
- Panzergrenadier-Divisions-Nachrichten-Abteilung 25
- Panzergrenadier-Divisions-Nachschubführer 25